# Arsenios Autóreianos
Arsenios Autóreianos (řecky Ἀρσένιος Ἀυτωρειανός, latinsky Arsenius Autorianus; kolem r. 1200 – 30. září 1273) byl ekumenický patriarcha Konstantinopole.

## Život
Narodil se v Konstantinopoli kolem roku 1200. Vzdělání získal Arsenios v Nikaii v klášteře, jehož se později stal opatem, i když nesložil mnišské sliby. Poté se věnoval osamělé askezi v jednom bithynském klášteře a říká se, že nějaký čas dlel v klášteře na hoře Athos.
Ze svého ústraní byl roku 1255 povolán byzantským císařem Theodórem II. do funkce patriarchy v Nikaii. Po císařově smrti byl Arsenios možná spoluopatrovníkem jeho syna Jana IV. Laskarise vedle Jiřího Muzalona: zatímco pozdější historici Nikéforos Gregoras a Makarios Melissenos říkají, že patriarcha tuto funkci zastával, současníci Pachyméres a Acropolites jmenují pouze Muzalona. Nicméně několik dní po Theodorově smrti byl Muzalon zavražděn Michaelem Palaiologem, který byl na shromáždění aristokracie, jemuž předsedal patriarcha Arsenios, jmenován chlapcovým opatrovníkem. Arsenios také provedl dvojitou korunovaci Michaela Palaiologa a Jana Laskarise v lednu 1259.
V době mezi smrtí Muzalona a dvojitou korunovací Arsenios pracoval na ochraně práv mladého císaře Jana Laskarise a prosazoval, aby si Jan a Michael vyměnili vzájemnou přísahu loajality. Trval také na tom, že při dvojité korunovaci by měl být nejprve korunován Jan, což Michael považoval za vážnou překážku své konečné uzurpaci moci. Na patriarchu byl vyvíjen nátlak, aby dovolil Palaiologa korunovat samotného, a dokonce byl ohrožen i mladý císař. Patriarcha nedostal od shromážděných biskupů žádnou podporu: kromě dvou prelátů všichni věřili, že Palaiologos má právo být korunován jako první. Arsenios nakonec ustoupil, a nejprve korunoval Michaela a jeho manželku, zatímco Jan Laskaris dostal pouze zvláštní pokrývku hlavy. 
Po dokončení obřdu se Arsenios uchýlil do kláštera Paschasios, ponechal si úřad patriarchy, ale odmítl plnit své povinnosti. Na jeho místo byl jmenován Nikefor z Efezu. Michael Palaiologos, který vymanil Konstantinopol z latinského císařství, přiměl Arsenia, aby se ujal úřadu patriarchy, ale brzy byl Arseniem přísně pokárán za to, že nařídil oslepení mladého prince Jana. Arsenios zašel tak daleko, že císaře Michaela Palaiologa exkomunikoval. Michael se nejprve pokusil patriarchu zastrašit hrozbou odvolání k papežovi, aby zrušil exkomunikaci; nakonec svolal synodu, nechal Arsenia sesadit a koncem května 1265 ho poslal do vyhnanství. Tam Arsenios o několik let později zemřel (podle Fabricia v roce 1264; jiní uvádějí rok 1273).
Celou tu dobu Arsenios odmítal zrušit exkomunikaci Michaela a po jeho smrti, když nový patriarcha Josef udělil císaři rozhřešení, pokračoval spor mezi „arsenity“ a „josefisty“ dál. „Arseniovské schizma“ trvalo až do roku 1315, kdy patriarcha Nefon I. vyhlásil usmíření. 
Arsenius prý připravil souhrn rozhodnutí koncilů a děl církevních Otců jakožto souhrn božských zákonů pod názvem Synopsis Canonum. Někteří však se domnívají, že Synopsis byla prací jiného Arsenia, mnicha na Athosu; souvisí to s otázkou, zda patriarcha Arsenios dříve sídlil na hoře Athos.